# Chu Thành Quang
Chu Thành Quang (sinh năm 1972) là thẩm phán cao cấp người Việt Nam. Ông hiện giữ chức vụ Chánh án Tòa án nhân dân tỉnh Hà Giang. 

## Tiểu sử
Chu Thành Quang sinh năm 1972.
Năm 2012, Chu Thành Quang là Thạc sĩ, Trưởng phòng Phòng Nghiên cứu pháp luật hình sự, hành chính, Viện Khoa học Xét xử, Tòa án nhân dân tối cao, Phó Chủ nhiệm đề tài nghiên cứu "Cơ sở lý luận và thực tiễn của việc áp dụng quy định của Luật tố tụng hành chính về thủ tục xét xử sơ thẩm".
Tháng 2 năm 2014, Chu Thành Quang là Trưởng phòng, Viện Khoa học Xét xử, Tòa án nhân dân tối cao, giảng viên Tổ bộ môn Hành chính, Trường Cán bộ Tòa án, Tòa án nhân dân tối cao.
Ngày 6 tháng 4 năm 2016, Chu Thành Quang, Phó Vụ trưởng Vụ Pháp chế và Quản lý khoa học TANDTC được trao quyết định bổ nhiệm giữ chức vụ Quyền Vụ trưởng Vụ Pháp chế và Quản lý khoa học TANDTC.
Từ ngày 1 tháng 9 năm 2016, Chu Thành Quang, Quyền Vụ trưởng Vụ Pháp chế và Quản lý khoa học, được bổ nhiệm giữ chức vụ Vụ trưởng Vụ Pháp chế và Quản lý khoa học, Tòa án nhân dân tối cao thời hạn 5 năm theo Quyết định số 986/QĐ-TANDTC, ngày 16/08/2016.
Ngày 22 tháng 3 năm 2019, Chu Thành Quang, Thẩm tra viên chính, Vụ trưởng Vụ Pháp chế và Quản lý Khoa học, Tòa án nhân dân tối cao được trao quyết định của Chủ tịch nước Việt Nam Nguyễn Phú Trọng bổ nhiệm chức danh Thẩm phán cao cấp.
Ngày 18 tháng 11 năm 2019, Chu Thành Quang được trao quyết định điều động và bổ nhiệm giữ chức vụ Chánh án Tòa án nhân dân tỉnh Hà Giang. Lúc được bổ nhiệm, ông đang là Thẩm phán cao cấp, Vụ trưởng Vụ Pháp chế và Quản lý khoa học Tòa án nhân dân tối cao Việt Nam.